# ジューン・マーカム
ジューン・マーカム（June Markham）は、イギリス出身の女性フィギュアスケート選手。1957年、1958年世界フィギュアスケート選手権アイスダンスチャンピオン。パートナーはコートニー・ジョーンズ。

## 経歴
- 1955-56年シーズンよりコートニー・ジョーンズと組み国際大会へ出場。
- 1957年、1958年世界フィギュアスケート選手権優勝。
- 1957年、1958年ヨーロッパフィギュアスケート選手権優勝。
- 1958-59年シーズンをもってカップル解散。

## 主な戦績
| 大会/年    | 1955-56 | 1956-57 | 1957-58 |
| ---------- | ------- | ------- | ------- |
| 世界選手権 | 2       | 1       | 1       |
| 欧州選手権 | 2       | 1       | 1       |